# Europeada 2008
L' Europeada 2008 è stata la 1ª edizione dell'omonimo torneo organizzato dalla FUEN.

## Fase a gironi

### Gruppo A
| Pos | Squadra                       | G | V | N | P | GF | GS | DG | Pt | Risultato                        |
| --- | ----------------------------- | - | - | - | - | -- | -- | -- | -- | -------------------------------- |
| 1   | Minoranza tedesca in Polonia  | 3 | 3 | 0 | 0 | 9  | 1  | +8 | 9  | Qualificate alla fase successiva |
| 2   | Rezia                         | 3 | 2 | 0 | 1 | 10 | 4  | +6 | 6  | Qualificate alla fase successiva |
| 3   | Selezione gallese             | 3 | 0 | 1 | 2 | 3  | 9  | −6 | 1  |                                  |
| 4   | Minoranza tedesca in Ungheria | 3 | 0 | 1 | 2 | 4  | 12 | −8 | 1  |                                  |

|  | Rezia | 5 – 1 | Minoranza tedesca in Ungheria |  |

|  | Selezione gallese | 0 – 2 | Minoranza tedesca in Polonia |  |

|  | Selezione gallese | 0 – 4 | Rezia |  |

|  | Minoranza tedesca in Polonia | 4 – 0 | Minoranza tedesca in Ungheria |  |

|  | Selezione gallese | 3 – 3 | Minoranza tedesca in Ungheria |  |

|  | Minoranza tedesca in Polonia | 3 – 1 | Rezia |  |

### Gruppo B/C
| Pos | Squadra                      | G | V | N | P | GF | GS | DG  | Pt | Risultato                        |
| --- | ---------------------------- | - | - | - | - | -- | -- | --- | -- | -------------------------------- |
| 1   | Südtirol                     | 3 | 3 | 0 | 0 | 13 | 1  | +12 | 9  | Qualificate alla fase successiva |
| 2   | Minoranza danese in Germania | 3 | 2 | 0 | 1 | 21 | 5  | +16 | 6  | Qualificate alla fase successiva |
| 3   | Selezione aromuna            | 3 | 2 | 0 | 1 | 25 | 4  | +21 | 6  |                                  |
| 4   | Selezione carachai           | 3 | 0 | 0 | 3 | 3  | 19 | −16 | 0  |                                  |
| 5   | Catalogna                    | 2 | 0 | 0 | 2 | 1  | 34 | −33 | 0  |                                  |

1. 1 2  Minoranza danese in Germania promossa in base alla classifica del fair play.

|  | Südtirol | 3 – 0 | Selezione aromuna |  |

|  | Minoranza danese in Germania | 15 – 1 | Catalogna |  |

|  | Minoranza danese in Germania | 0 – 3 | Südtirol |  |

|  | Selezione aromuna | 6 – 1 | Selezione carachai |  |

|  | Catalogna | 0 – 19 | Selezione aromuna |  |

|  | Selezione carachai | 1 – 7 | Südtirol |  |

|  | Minoranza danese in Germania | 6 – 1 | Selezione carachai |  |

La Catalogna ha giocato anche una terza partita, ininfluente ai fini della classifica, con la Rezia.
|  | Catalogna | 0 – 5 | Rezia |  |

### Gruppo D
| Pos | Squadra                        | G | V | N | P | GF | GS | DG  | Pt | Risultato                        |
| --- | ------------------------------ | - | - | - | - | -- | -- | --- | -- | -------------------------------- |
| 1   | Minoranza romanì in Ungheria   | 3 | 3 | 0 | 0 | 51 | 1  | +50 | 9  | Qualificate alla fase successiva |
| 2   | Minoranza croata in Serbia     | 3 | 2 | 0 | 1 | 33 | 5  | +28 | 6  | Qualificate alla fase successiva |
| 3   | Minoranza tedesca in Danimarca | 3 | 1 | 0 | 2 | 20 | 19 | +1  | 3  |                                  |
| 4   | Frisia settentrionale          | 3 | 0 | 0 | 3 | 7  | 86 | −79 | 0  |                                  |

|  | Minoranza tedesca in Danimarca | 19 – 4 | Frisia settentrionale |  |

|  | Minoranza croata in Serbia | 0 – 2 | Minoranza romanì in Ungheria |  |

|  | Minoranza croata in Serbia | 12 – 1 | Minoranza tedesca in Danimarca |  |

|  | Minoranza romanì in Ungheria | 46 – 1 | Frisia settentrionale |  |

|  | Minoranza croata in Serbia | 21 – 2 | Frisia settentrionale |  |

|  | Minoranza romanì in Ungheria | 3 – 0 | Minoranza tedesca in Danimarca |  |

### Gruppo E
| Pos | Squadra                     | G | V | N | P | GF | GS | DG | Pt | Risultato                        |
| --- | --------------------------- | - | - | - | - | -- | -- | -- | -- | -------------------------------- |
| 1   | Selezione sorba             | 3 | 2 | 1 | 0 | 6  | 2  | +4 | 7  | Qualificate alla fase successiva |
| 2   | Occitania                   | 3 | 2 | 0 | 1 | 8  | 3  | +5 | 6  | Qualificate alla fase successiva |
| 3   | Selezione cimbra            | 3 | 0 | 2 | 1 | 1  | 2  | −1 | 2  |                                  |
| 4   | Minoranza croata in Romania | 3 | 0 | 1 | 2 | 1  | 9  | −8 | 1  |                                  |

|  | Occitania | 2 – 1 | Selezione cimbra |  |

|  | Selezione sorba | 4 – 1 | Minoranza croata in Romania |  |

|  | Occitania | 1 – 2 | Selezione sorba |  |

|  | Selezione cimbra | 0 – 0 | Minoranza croata in Romania |  |

|  | Occitania | 5 – 0 | Minoranza croata in Romania |  |

|  | Selezione cimbra | 0 – 0 | Selezione sorba |  |

## Fase a eliminazione diretta

### Tabellone
|  | Quarti di finale             | Quarti di finale             | Quarti di finale             |                              |                              | Semifinali                   | Semifinali                   | Semifinali |                              |                              | Finale          | Finale          | Finale |  |
|  |                              |                              |                              |                              |                              |                              |                              |            |                              |                              |                 |                 |        |  |
|  | Minoranza tedesca in Polonia | Minoranza tedesca in Polonia | 0                            |                              |                              |                              |                              |            |                              |                              |                 |                 |        |  |
|  | Minoranza tedesca in Polonia | Minoranza tedesca in Polonia | 0                            |                              |                              |                              |                              |            |                              |                              |                 |                 |        |  |
|  | Minoranza croata in Serbia   | Minoranza croata in Serbia   | 2                            |                              |                              |                              |                              |            |                              |                              |                 |                 |        |  |
|  | Minoranza croata in Serbia   | Minoranza croata in Serbia   | 2                            |                              | Minoranza croata in Serbia   | Minoranza croata in Serbia   | 5                            |            |                              |                              |                 |                 |        |  |
|  |                              |                              |                              |                              | Minoranza croata in Serbia   | Minoranza croata in Serbia   | 5                            |            |                              |                              |                 |                 |        |  |
|  |                              |                              | Minoranza danese in Germania | Minoranza danese in Germania | 1                            |                              |                              |            |                              |                              |                 |                 |        |  |
|  | Selezione sorba              | Selezione sorba              | Minoranza danese in Germania | Minoranza danese in Germania | 1                            | 1                            |                              |            |                              |                              |                 |                 |        |  |
|  | Selezione sorba              | Selezione sorba              |                              |                              |                              |                              |                              |            |                              |                              |                 |                 |        |  |
|  | Minoranza danese in Germania | Minoranza danese in Germania | 3                            |                              |                              |                              |                              |            |                              |                              |                 |                 |        |  |
|  | Minoranza danese in Germania | Minoranza danese in Germania | 3                            |                              | Minoranza croata in Serbia   | Minoranza croata in Serbia   | 0                            |            |                              |                              |                 |                 |        |  |
|  |                              |                              |                              |                              |                              |                              |                              |            |                              |                              |                 |                 |        |  |
|  |                              |                              | Südtirol                     | Südtirol                     | 1                            |                              |                              |            |                              |                              |                 |                 |        |  |
|  | Minoranza romanì in Ungheria | Minoranza romanì in Ungheria | Südtirol                     | Südtirol                     | 1                            | 5                            |                              |            |                              |                              |                 |                 |        |  |
|  | Minoranza romanì in Ungheria | Minoranza romanì in Ungheria |                              |                              |                              | 5                            |                              |            |                              |                              |                 |                 |        |  |
|  | Rezia                        | Rezia                        | 1                            |                              |                              |                              |                              |            |                              |                              |                 |                 |        |  |
|  | Rezia                        | Rezia                        | 1                            |                              | Minoranza romanì in Ungheria | Minoranza romanì in Ungheria | 0                            |            |                              | Finale 3º posto              | Finale 3º posto | Finale 3º posto |        |  |
|  |                              |                              |                              |                              | Minoranza romanì in Ungheria | Minoranza romanì in Ungheria | 0                            |            |                              |                              |                 |                 |        |  |
|  |                              |                              | Südtirol                     | Südtirol                     | 4                            |                              |                              |            |                              |                              |                 |                 |        |  |
|  | Südtirol                     | Südtirol                     | Südtirol                     | Südtirol                     | 4                            | 2                            |                              |            | Minoranza danese in Germania | Minoranza danese in Germania | 0               |                 |        |  |
|  | Südtirol                     | Südtirol                     |                              |                              |                              |                              |                              |            | Minoranza danese in Germania | Minoranza danese in Germania | 0               |                 |        |  |
|  | Occitania                    | Occitania                    | 0                            |                              |                              | Minoranza romanì in Ungheria | Minoranza romanì in Ungheria | 9          |                              |                              |                 |                 |        |  |

### Quarti di finale
| 5 giugno 2008 | Minoranza tedesca in Polonia | 0 – 2 | Minoranza croata in Serbia |  |

| 5 giugno 2008 | Selezione sorba | 1 – 3 | Minoranza danese in Germania |  |

| 5 giugno 2008 | Minoranza romanì in Ungheria | 5 – 1 | Rezia |  |

| 5 giugno 2008 | Südtirol | 2 – 0 | Occitania |  |

### Semifinali
| 6 giugno 2008 | Minoranza croata in Serbia | 5 – 1 | Minoranza danese in Germania |  |

| 6 giugno 2008 | Minoranza romanì in Ungheria | 0 – 4 | Südtirol |  |

### Finale 3º posto
| 7 giugno 2008 | Minoranza danese in Germania | 0 – 9 | Minoranza romanì in Ungheria |  |

### Finale
| 7 giugno 2008 | Minoranza croata in Serbia | 0 – 1 | Südtirol |  |